# Babak Khorramdin
Babak Khorramdin o Babek (persa: بابک o پاپک) (mort 838) fou cap de la secta dels khurramites a l'Azerbaidjan Iranià, a la primera meitat del segle ix.
Fill d'un comerciant d'oli a Al-Madain, va treballar de jove a Persia, i fou captat per Jawidhan ibn Sahl, cap dels khurramites de la regió, que va morir poc després. Babak va dir que l'esperit del difunt havia entrat en ell, va atreure molta gent i va començar a preparar la revolta dels seus.
Els khurramites es van concentrar a Al-Badhdh, a l'Arran, prop de l'Araxes. El moviment tenia fortes connotacions socials (fou una derivació del mazdaquisme comunista) però li va afegir mètodes nous i violents. La rebel·lió va començar el 816 o 817 i sembla que la rebel·lió del governador d'Armènia Hàtim ibn Hàrthama va influir en el seu inici, així com d'altres dificultats que trobava el Califat a la regió. En poc temps es van apoderar de la regió.
El 204 de l'hègira (819 o 820) el califa al-Mamun va enviar contra Babak a Yahya ibn Muadh, que no va aconseguir derrotar-lo. Altres caps àrabs també van fracassar en els anys següents i la revolta es va estendre i va arribar fins al Djibal.
Al-Mutasim va enviar contra ell, el 835, a al-Afxín Khaydhar, que va restaurar les fortaleses de la regió destruïdes per Babak; encara que el cap àrab Bogha el Vell fou derrotat a Hastad-Sar, Afshin va aconseguir sorprendre a un dels caps rebels, Tarkhan (836). Després va rebre reforços dirigits per Jàfar al-Khayyat i els voluntaris d'Abu-Dúlaf i va preparar l'assalt a Al-Badhdh (837), que fou ocupada el 15 d'agost del 837. Babak va fugir i es va refugiar amb l'armeni Isaac Simbacià (germà d'Asoci I el Gran) que el va entregar a Al-Afxín, el qual el va enviar a Samarra on va arribar el 4 de gener de 838.
El califa el va fer morir amb sofisticades i cruels tortures. El seu cos fou exposat en públic.
Els babakiyya foren els sectaris partidaris de Babak, que van existir des del 816 fins al 837 en què Babak fou derrotat, i que van romandre encara actius durant la resta del segle. Els babakiyya esperaven un mahdí i tenien alguns ritus particulars.